# 山野治一
山野 治一（やまの じいち、1907年12月10日 - 1991年11月23日）は学校法人山野学苑理事長、日本理容美容教育センター理事長、ヤマノビューティーメント会長、全日本美容業環境衛生同業組合連会長。旧名は中谷 治一（なかや じいち）。琵琶師匠名は中谷君水。

## 経歴
長野県上伊那郡朝日村（現辰野町）出身。1924年、逓信省東京鉄道郵便局に入り、勤務の傍ら琵琶教授を務めた。1934年に山野愛子と知り合い山野美容講習所設立とともに総長となる。1935年に愛子と結婚。それを機に退官し、パーマーネント機械製造に従事し、国際短期大学に入学。1949年に国際山野高等美容学校、美容師養成施設の指定を受け財団法人山野高等美容学校認可し理事長となる。1954年に大学を卒業する。
1991年11月23日午前4時46分、呼吸不全の為、東京都新宿区の病院で死亡（享年83歳）。

## 受賞歴
- 1969年 - 藍綬褒章
- 1978年 - 勲四等旭日小綬章

## 家族
- 山野愛子（妻）
- 山野正義（長男）